# Associazione Calcio Renate 2012-2013
Questa pagina raccoglie le informazioni riguardanti l 'Associazione Calcio Renate nelle competizioni ufficiali della stagione 2012-2013.

## Stagione
Nella stagione 2012-2013 il Renate disputa il girone A del campionato di Lega Pro di Seconda Divisione, raccoglie un bottino di 57 punti, che valgono il quinto posto, con conseguente diritto a disputare i Play-off. Il Renate gioca la doppia sfida contro il Venezia, finisce (1-1) a Meda, mentre perde (1-0) a Portogruaro. La squadra nerazzurra per questa stagione è affidata ad Antonio Sala, nel girone di andata ottiene 29 punti, anche nel girone di ritorno fa bene riuscendo a mettere insieme 28 punti, e centrando l'obiettivo stagionale dei Play-off. Notevole l'apporto di 20 reti firmate in campionato da Andrea Brighenti arrivato dal mercato estivo dalla Sambonifacese, più 2 segnate in Coppa Italia ed 1 rete nei Play-off. Nella Coppa Italia di Lega Pro il Renate supera il primo ostacolo ottenendo il secondo posto nel girone C di qualificazione, che elimina il Monza e promuove Como e Renate, poi nel secondo turno ad eliminazione diretta, esce dal torneo perdendo (4-1) con la Cremonese.

## Organigramma societario
Area direttiva
- Presidenti: Luigi Spreafico e Gian Carlo Citterio
- Vicepresidente: Massimo Villa
- Direttore generale: Nicola Narciso
- Direttore sportivo: Luigi Abbate

Area tecnica
- Allenatore: Antonio Sala
- Viceallenatore: Gioacchino Adamo
- Preparatore atletico: Rinaldo Longhi
- Massaggiatore: Alessandro Pozzi

## Rosa
| N. |                   | Ruolo | Calciatore         |
| -- | ----------------- | ----- | ------------------ |
|    | Italia (bandiera) | D     | Fabio Adobati      |
|    | Italia (bandiera) | D     | Davide Adorni      |
|    | Italia (bandiera) | D     | Marco Bergamini    |
|    | Italia (bandiera) | A     | Andrea Brighenti   |
|    | Italia (bandiera) | C     | Gabriele Cavalli   |
|    | Italia (bandiera) | A     | Mauro Cioffi       |
|    | Italia (bandiera) | D     | Gian Marco Ferrari |
|    | Italia (bandiera) | A     | Marco Gaeta        |
|    | Italia (bandiera) | D     | Nicolò Galli       |
|    | Italia (bandiera) | P     | Riccardo Galli     |
|    | Italia (bandiera) | C     | Fabio Gavazzi      |
|    | Italia (bandiera) | C     | Luciano Gualdi     |

| N. |                   | Ruolo | Calciatore         |
| -- | ----------------- | ----- | ------------------ |
|    | Italia (bandiera) | C     | Milos Malivojvic   |
|    | Italia (bandiera) | C     | Jacopo Mantovani   |
|    | Italia (bandiera) | D     | Nicholas Mara      |
|    | Italia (bandiera) | C     | Dario Mastrototaro |
|    | Italia (bandiera) | C     | Alex Mattaboni     |
|    | Italia (bandiera) | D     | Stefano Morotti    |
|    | Italia (bandiera) | C     | Luca Santonocito   |
|    | Italia (bandiera) | P     | Antonio Santurro   |
|    | Italia (bandiera) | C     | Emiliano Storani   |
|    | Italia (bandiera) | A     | Nicolò Zanetti     |
|    | Italia (bandiera) | D     | Edoardo Zita       |

## Risultati

### Campionato Lega Pro Srconda Divisione

#### Girone di andata
| Arbitro: | Lazzeri (Arezzo) |

|                                     |           |  |
| Cavalli 33’ A. Brighenti 53’ (rig.) | Marcatori |  |

| Arbitro: | Piccinini (Forlì) |

|  |           |                         |
|  | Marcatori | 72’, 90+4’ A. Brighenti |

| Arbitro: | Baroni (Firenze) |

|                  |           |                    |
| N. Zanetti 45+1’ | Marcatori | 27’, 80’ F. Virdis |

| Arbitro: | Serra (Torino) |

|                |           |                                            |
| S. Franchi 50’ | Marcatori | 40’ Gualdi 56’ N. Zanetti 64’ A. Brighenti |

| Arbitro: | Paolini (Ascoli Piceno) |

|                            |           |              |
| A. Brighenti 7’ Gualdi 11’ | Marcatori | 6’ Margarita |

| Arbitro: | Ceccato (Bassano del Grappa) |

|                                             |           |                      |
| Cuneaz 26’ (rig.) Sbravati 33’ Emiliano 81’ | Marcatori | 31’, 47’ Malivojevic |

| Arbitro: | Silvia Tea Spinelli (Terni) |

|  |           |                                            |
|  | Marcatori | 28’, 56’ Melandri 30’ Petrascu 87’ Oggiano |

| Arbitro: | Lacagnina (Caltanissetta) |

|                         |           |                                             |
| Marolda 57’ Piccoli 73’ | Marcatori | 9’ A. Brighenti 25’ Gualdi 54’ J. Mantovani |

| Arbitro: | D'Angelo (Ascoli Piceno) |

|                                   |           |                   |
| J. Mantovani 16’ A. Brighenti 45’ | Marcatori | 90’ (rig.) Laraia |

| Arbitro: | Formato (Benevento) |

|                   |           |                         |
| Grieco 43’ (rig.) | Marcatori | 14’ (rig.) A. Brighenti |

| Arbitro: | Colarossi (Roma) |

|                     |           |                 |
| Ameth Fall 18’, 54’ | Marcatori | 88’ Santonocito |

| Meda 18 novembre 2012 12ª giornata | Renate              | 0 – 0 | Milazzo | Stadio Città di Meda\| Arbitro: \| Zappatore (Taranto) \| |
| Arbitro:                           | Zappatore (Taranto) |       |         |                                                           |

| Arbitro: | Ceccarelli (Rimini) |

|                                           |           |             |
| Serafini 8’ (rig.), 40’, 58’ Giannone 89’ | Marcatori | 77’ Adobati |

| Arbitro: | Rizzo (Siena) |

|                                                                                  |           |  |
| N. Zanetti 7’, 25’, 38’ (rig.) A. Brighenti 18’ (rig.), 47’ Gualdi 20’ Gaeta 51’ | Marcatori |  |

| Arbitro: | Todaro (Palermo) |

|  |           |                |
|  | Marcatori | 49’, 53’ Gaeta |

| Arbitro: | Pierro (Nola) |

|                                        |           |  |
| A. Brighenti 10’, 32’ N. Zanetti 90+4’ | Marcatori |  |

| Arbitro: | Pagliardini (Arezzo) |

|                               |           |  |
| Fa. Ferrari 18’ Maccabiti 67’ | Marcatori |  |

#### Girone di ritorno
| Arbitro: | Verdenelli (Foligno) |

|  |           |                |
|  | Marcatori | 50’ N. Zanetti |

| Arbitro: | Di Martino (Teramo) |

|                       |           |  |
| A. Brighenti 42’, 71’ | Marcatori |  |

| Arbitro: | Pelagatti (Arezzo) |

|                           |           |                              |
| Miale 84’, 90’ Gallon 87’ | Marcatori | 27’ N. Zanetti 79’ Mattaboni |

| Arbitro: | Amoroso (Paola) |

|                                               |           |                                      |
| A Brighenti 12’ Gaeta 40’ N. Zanetti 44’, 67’ | Marcatori | 9’ Galassi 39’ Bersi 69’ St. Franchi |

| Arbitro: | Formato (Benevento) |

|            |           |  |
| Godeas 17’ | Marcatori |  |

| Arbitro: | Colarossi (Roma) |

|                                                                         |           |  |
| Malivojevic 24’ A. Brighenti 66’ J. Mantovani 77’ N. Zanetti 84’ (rig.) | Marcatori |  |

| Arbitro: | Baroni (Firenze) |

|  |           |                  |
|  | Marcatori | 84’ J. Mantovani |

| Arbitro: | Lazzeri (Arezzo) |

|             |           |  |
| Gavazzi 80’ | Marcatori |  |

| Arbitro: | Marini (Roma) |

|                                       |           |                   |
| Gasbarroni 23’ (rig.) Valagussa 90+3’ | Marcatori | 42’ (aut.) Grauso |

| Arbitro: | Ferrari (Mestre) |

|            |           |                            |
| Gualdi 58’ | Marcatori | 3’ Ficarotta 89’ A. Curcio |

| Arbitro: | Amoroso (Paola) |

|            |           |                                             |
| Gualdi 42’ | Marcatori | 24’ Zamblera 59’ Nicastro 90+3’ Mastroianni |

| Arbitro: | Marchesini (Legnago) |

|  |           |           |
|  | Marcatori | 43’ Gaeta |

| Arbitro: | Martinelli (Roma) |

|                                            |           |              |
| A. Brighenti 41’ Gaeta 52’ Malivojevic 65’ | Marcatori | 47’ Bruccini |

| Arbitro: | Rossi (Rovigo) |

|                           |           |                    |
| Personè 4’ Varricchio 90’ | Marcatori | 90+2’ A. Brighenti |

| Arbitro: | Giovani (Grosseto) |

|                |           |                        |
| G. Ferrari 39’ | Marcatori | 90’ (rig.) A. Ferretti |

| Arbitro: | Baldicchi (Città di Castello) |

|                              |           |                  |
| Piccoli 30’ (rig.) Radoi 82’ | Marcatori | 14’ A. Brighenti |

| Arbitro: | Pezzuto (Lecce) |

|                                                               |           |                          |
| A. Brighenti 32’ (rig.) N. Zanetti 56’, 66’ Malivojevic 90+2’ | Marcatori | 7’ Maccabiti 70’ Tarlato |

### Play-off
| Arbitro: | Sacchi (Macerata) |

|                  |           |            |
| A. Brighenti 73’ | Marcatori | 45’ Godeas |

| Arbitro: | Dei Giudici (Latina) |

|            |           |  |
| Cenetti 7’ | Marcatori |  |

### Coppa Italia di Lega Pro

#### Girone C
| Arbitro: | Bruno (Torino) |

|                             |           |  |
| A. Brighenti 3’, 90’ (rig.) | Marcatori |  |

| Arbitro: | Aversano (Treviso) |

|                                      |           |                 |
| A. Donnarumma 28’, 81’ Tremolada 71’ | Marcatori | 52’ Santonocito |

#### Secondo turno
| Arbitro: | Ghersini (Genova) |

|                                               |           |             |
| Sambugaro 38’, 82’ Nizzetto 41’ Previtali 84’ | Marcatori | 27’ Storani |